# Consejo de Mando Revolucionario para la Salvación Nacional
El Consejo de Mando Revolucionario para la Salvación Nacional (RCCNS-Sudán) fue el órgano rector de Sudán tras el golpe de Estado de junio de 1989. Surgió de la colaboración entre los militares sudaneses y el Frente Islámico Nacional. Fue la autoridad mediante la cual el gobierno militar de Sudán, bajo el mando del teniente general Omar al-Bashir, ejerció el poder.
Al-Bashir era el presidente del Consejo, así como el primer ministro, el ministro de Defensa y el comandante en jefe de las Fuerzas Armadas de Sudán. El resto del consejo estaba formado por catorce oficiales militares, todos los cuales estaban involucrados y asociados con el golpe. Por lo tanto, no se declaró al público ningún reglamento sobre la selección y la permanencia de sus miembros.
El RCCNS ejerció el poder legislativo, así como alguna autoridad ejecutiva. Nombró comités para redactar diversos decretos legales. El RCCNS no publicó ninguna regla de procedimiento sobre sus deliberaciones.
Prohibió la actividad política, detuvo a miembros de la oposición y cerró periódicos. El RCCNS se disolvió en octubre de 1993, y sus poderes se transfirieron al presidente y la Legislatura Nacional de Sudán. Esto resultó en que la mayoría del poder quedara con el presidente al-Bashir.